# Benfuresat
Benfuresat ist ein Herbizid aus der Gruppe der Benzofurane.

## Eigenschaften
Im Rahmen von Untersuchungen an Zebrafischen wurde festgestellt, dass Benfuresat das Wachstum von Zebrafisch-Embryos hemmt und Fehlbildungen herbeiführen kann. Die Ergebnisse verdeutlichen die Gefahren, die durch die Herbizidexposition für die im Wasser lebenden Organismen bestehen.

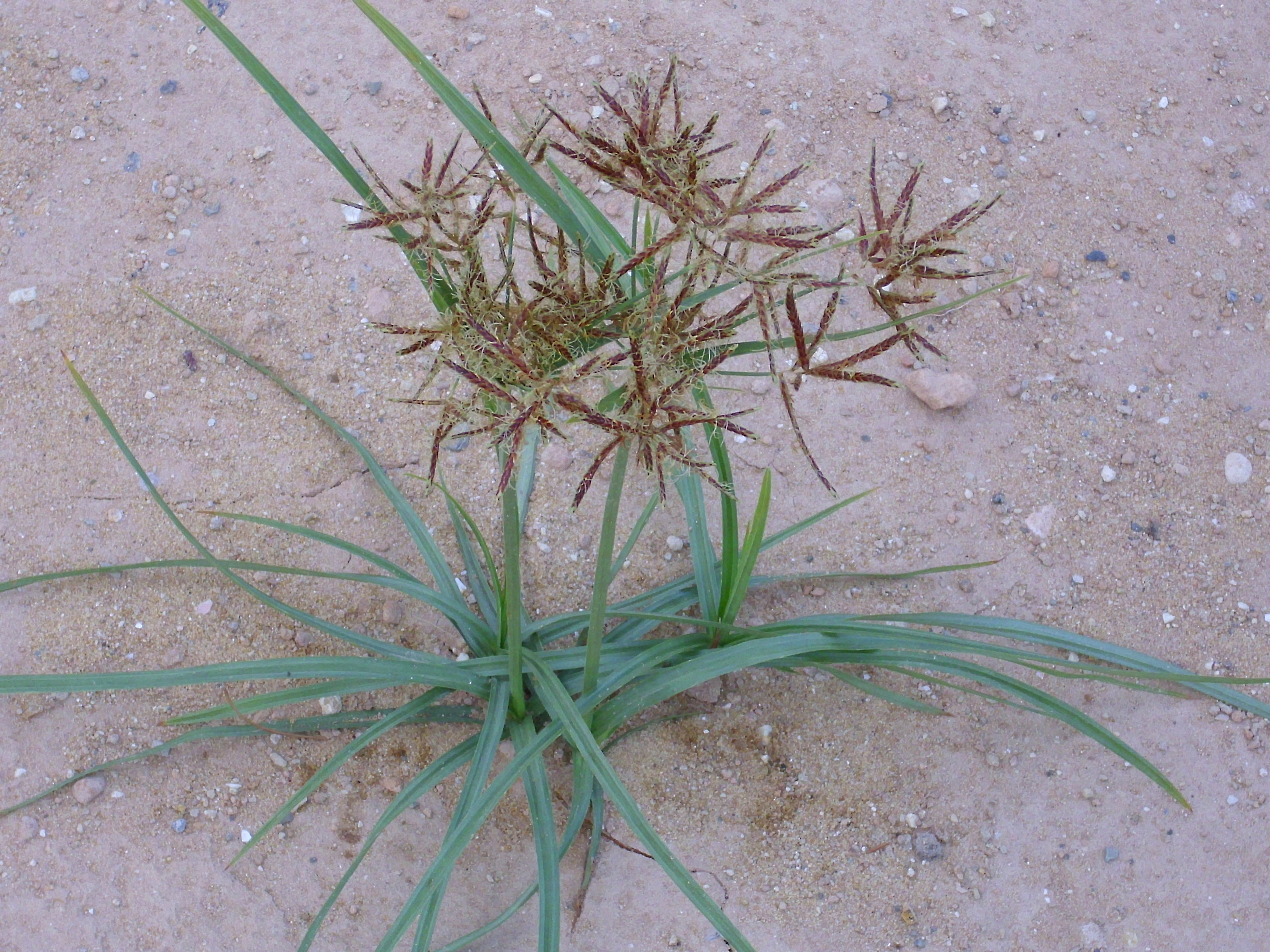
Knolliges Zypergras

## Verwendung
Benfuresat wird nach Pflanzenaufgang zur Bekämpfung von Gräsern und Unkräutern vielseitig eingesetzt, z. B. bei Reis-, Obst-, Bohnen-, Mais- und Zuckerrohrpflanzen. Vor Pflanzenaufgang findet es Anwendung bei Baumwoll- und Tabakpflanzen.
Benfuresat bekämpft das Knollige Zypergras in Baumwollpflanzen. Dabei scheinen junge Triebe empfindlicher gegen Benfuresat zu sein als die Wurzeln. Während die Behandlung der Blätter mit Benfuresat kaum eine Wirkung zeigt, führt sie an der behandelten Knospe zu schweren Schäden.

## Zulassung
In den Staaten der EU und in der Schweiz sind Pflanzenschutzmittel mit dem Wirkstoff Benfuresat nicht mehr zugelassen.
Benfuresat war in Spanien zur Anwendung bei Baumwollpflanzen zugelassen.

## Handelsnamen
Cyperal, Morlene, Zerbex